# Замена в середине сезона
Замена в середине сезона (англ. Midseason replacement) — термин, которым в американском и канадском телевидении обозначают телесериал или телешоу, премьера которого происходит не осенью (в начале нового телесезона), а, как правило, в период с января по май.
Шоу в середине сезона обычно заменяют закрытые по той или иной причине или просто завершившие свой сезон телепроекты. Какое шоу будет стартовать в начале сезона, а какое в середине, телеканалы обычно объявляют на майских апфронтах.

## Примеры успешно стартовавших в середине сезона шоу
- Все в семье (1971)
- Барнаби Джонс (1973)
- Счастливые дни (1974)
- Джефферсоны (1975)
- Лаверна и Ширли (1976)
- Даллас (1978)
- Тихая пристань (1979)
- Династия (1981)
- Фэлкон Крест (1981)
- Блюз Хилл стрит (1981)
- Ночной суд (1984)
- Чудесные годы (1988)
- Симпсоны (1989)
- Крутой Уокер: правосудие по-техасски (1993)
- Практика (1997)
- Журнал мод (1997)
- Моя жена и дети (2001)
- Анатомия страсти (2005)
- Касл (2009)[1]
- Мост (2010)[2]
- Скандал (2012)